# District de Ranau
Le district de Ranau (malais : Daerah Ranau) est un district administratif de l'État malaisien de Sabah, qui fait partie de la Division de la côte occidentale. La capitale du district est dans la ville de Ranau.

### Liens connexes
- Districts de Malaisie